# Mariluz
Mariluz (pronúncia em português: /maɾilˈuʃ/  ouça) é um município brasileiro no interior do estado do Paraná, região Sul do país. Está situado no extremo sudeste da Região Metropolitana de Umuarama (RMU), fazendo divisa com a Região Metropolitana de Campo Mourão. Pertence à Região Geográfica Intermediária de Maringá e à Região Geográfica Imediata de Umuarama (anteriormente pertencente à mesorregião do Noroeste Paranaense e à microrregião de Umuarama). Distante 551 km a noroeste de Curitiba, capital estadual, a cidade desenvolveu-se entre as margens dos ribeirões Gavião e Jacutinga, e sua toponímia é uma alusão a Marília, município do estado de São Paulo.
Sua população, conforme estimativas do IBGE de 2021, era de 10 327 habitantes, sendo o oitavo município mais populoso da RMU e o 192.º mais populoso do Paraná. Ocupa uma área de 433,170 km², da qual 3,238 km² estão em perímetro urbano. Sua sede está localizada a 453 metros de altitude em relação ao nível do mar, com uma temperatura média anual de 23,7 ºC. A vegetação original do município é predominantemente do tipo Floresta Estacional Semidecidual, e a taxa de arborização das vias públicas é de 96,71%.
Com uma taxa de escolarização da ordem de 99%, o município contava, em 2019, com 8 estabelecimentos de ensino. Conforme o Relatório de Desenvolvimento Humano, do Programa de Desenvolvimento das Nações Unidas (PNUD), divulgado em 2010, Mariluz apresenta Índice de Desenvolvimento Humano (IDH) médio, de 0,639, ocupando a 373.ª posição no ranking estadual e 3312.ª no nacional. Entre os indicadores sociais que contribuíram para esse resultado estão: a taxa de mortalidade infantil é de 17 óbitos a cada mil nascidos vivos; 82,4% dos habitantes acima de 15 anos são alfabetizados; os serviços de saneamento ambiental são oferecidos a 47,2% das residências; e a expectativa de vida é de 72 anos.
O município continha um índice de Gini, a medida clássica de desigualdade, de 46,2%, abaixo da média do Mercosul de 48,1%. O rendimento médio de alguém que pertence aos 20% com rendimentos mais altos era 10,72 vezes maior do que o de alguém nos 20% mais baixos. O número de cidadãos que viviam com rendimentos abaixo do limiar de pobreza atingiu 13,9%, numa redução face aos 37,8% registrados em 2000, que ainda assim atinge 1,4 mil indivíduos.
Mariluz faz parte da chamada "Grande Umuarama", que ultrapassa os 304 mil habitantes e que compõe aproximadamente 2,68% da população do estado. Foi povoada majoritariamente por imigrantes portugueses, italianos, alemães e, mais tarde, também por japoneses, cujos descendentes, os nipo-brasileiros, deram grande impulso à sociedade. Os emigrantes trouxeram avanços nas atividades agrícolas e a descoberta do solo fértil como vocação econômica mariluzense, sendo que, ainda hoje, é uma importante fonte de renda, juntamente com a indústria e o comércio.
A Igreja Matriz de Santo Antônio, construída entre 1956 e 1958 em estilo colonial, é um dos principais monumentos religiosos tanto de Mariluz quanto da Região Metropolitana de Umuarama.

## Topônimo
"Mariluz" é um termo híbrido, formado pelos nomes “Maria” e “Luz”. “Maria” (do nome hebraico מרים, transl. Miriam) é nome pessoal feminino, havendo duas possibilidades para sua origem: “Miriam”, cujos étimos são as palavras “mar”, significando “gota” + “yâm”, que significa “mar” ou “mar” + “yâm”, cujo significado ao todo é "gota de mar" e “Myrian”, que designa vidência, e resultou “Maria” em latim e grego antigo. O termo “Luz” é nome pessoal feminino, muito comum na Espanha, originalmente “Maria de la Luz”, um dos aspectos da mãe de Jesus em culto popular. O nome “Maria da Luz” também era comum em Portugal e no Brasil, sendo Nossa Senhora da Luz a padroeira de Lisboa e de Curitiba. O gentílico dos habitantes de Mariluz é mariluzense.
Alguns títulos de Mariluz foram colecionados no decorrer de sua história, sendo um dos apelidos mais famosos o de Princesinha do Oeste. De acordo com a disponibilidade da história, essa alcunha surgiu devido à cidade ser considerada a mais bonita da região noroeste do Paraná. Outro título dado ao município foi o de Cidade do Café, por ter sido amparado inicialmente pelo plantio e comercialização do fruto do cafeeiro.

## História

### Pré-história
A região de Mariluz, cidade interiorana do estado brasileiro do Paraná, vem sendo habitada pelo homem há milhares de anos. Os primeiros a percorrê-la foram grupos de caçadores-coletores, de tradição Umbu, que deixaram diversos vestígios na região sob a forma de pré-cerâmicos caracterizados, principalmente, pela grande presença de pontas de projéteis. A ocupação destas populações foi tanto em abrigos, sempre que os mesmos estivessem naturalmente disponíveis, como a céu aberto. Existem sítios multifuncionais com reocupação relativamente frequente, sendo alguns, somente estações de caça. Geralmente estão localizados próximos a arroios, rios, banhados ou lagoas. Os artefatos líticos típicos seriam pontas de projétil pedunculadas, triangulares, foliáceas, de formas e dimensões variadas, lascas, raspadores, furadores e percutores, aparecendo ainda talhadores, buris, grandes bifaces, lâminas polidas de machado, polidores e picões. Trata-se de uma indústria sobre lascas, onde a matéria-prima mais utilizada é o riolito, seguido pelo silexito, basalto, arenito silicificado e quartzo cristal. As pontas de projéteis evidenciam retoques por pressão, sendo que estes retoques também aparecem em raspadores e facas. Ainda ocorrem furadores, bifaces, talhadores e plainas, além de grande quantidade de microlascas.
Além disso, a região era cortada por um caminho indígena, rico em ramais, denominado Peabiru, que também era utilizado pelos conquistadores europeus, como Aleixo Garcia em 1524, Cabeza de Vaca em 1541 e Ulrich Schmidl em 1552.

### Século XX

#### Surgimento da Vila

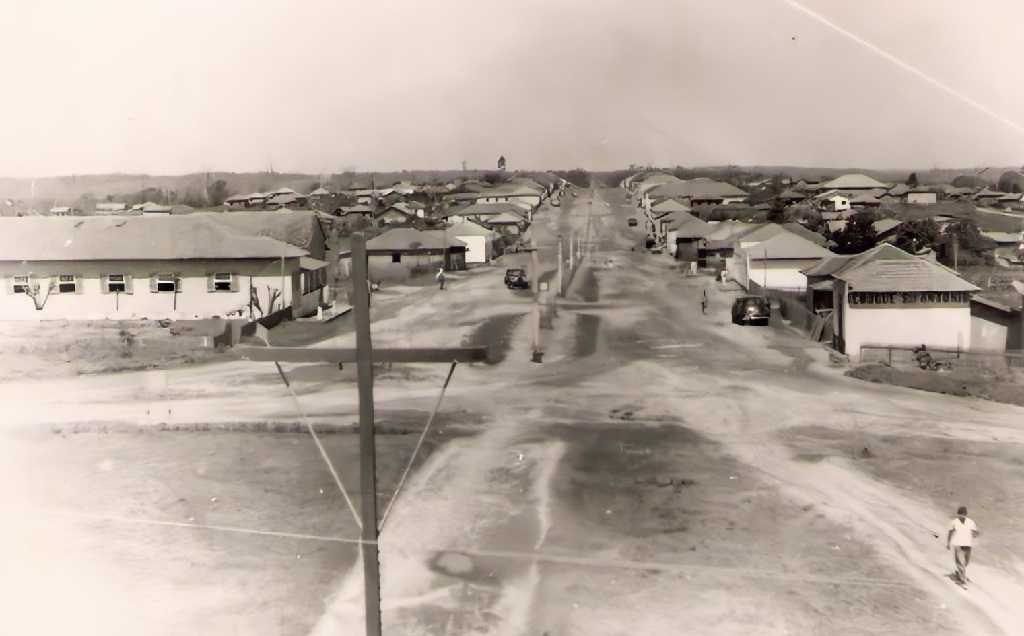
O núcleo urbano primitivo da cidade em torno de 1950

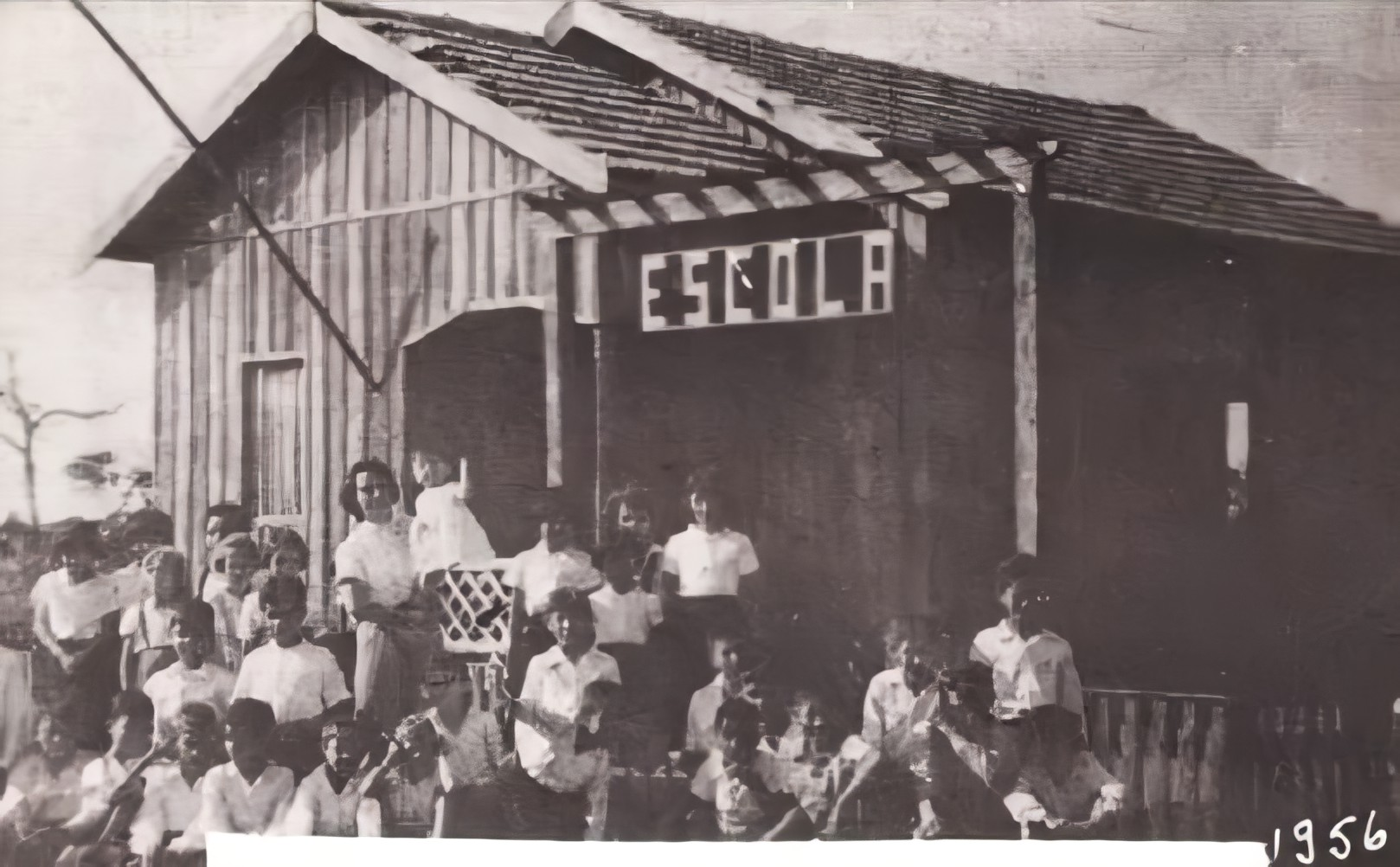
A primeira escola pública e primeira professora do município, Alvina de Oliveira Branco, em 1956

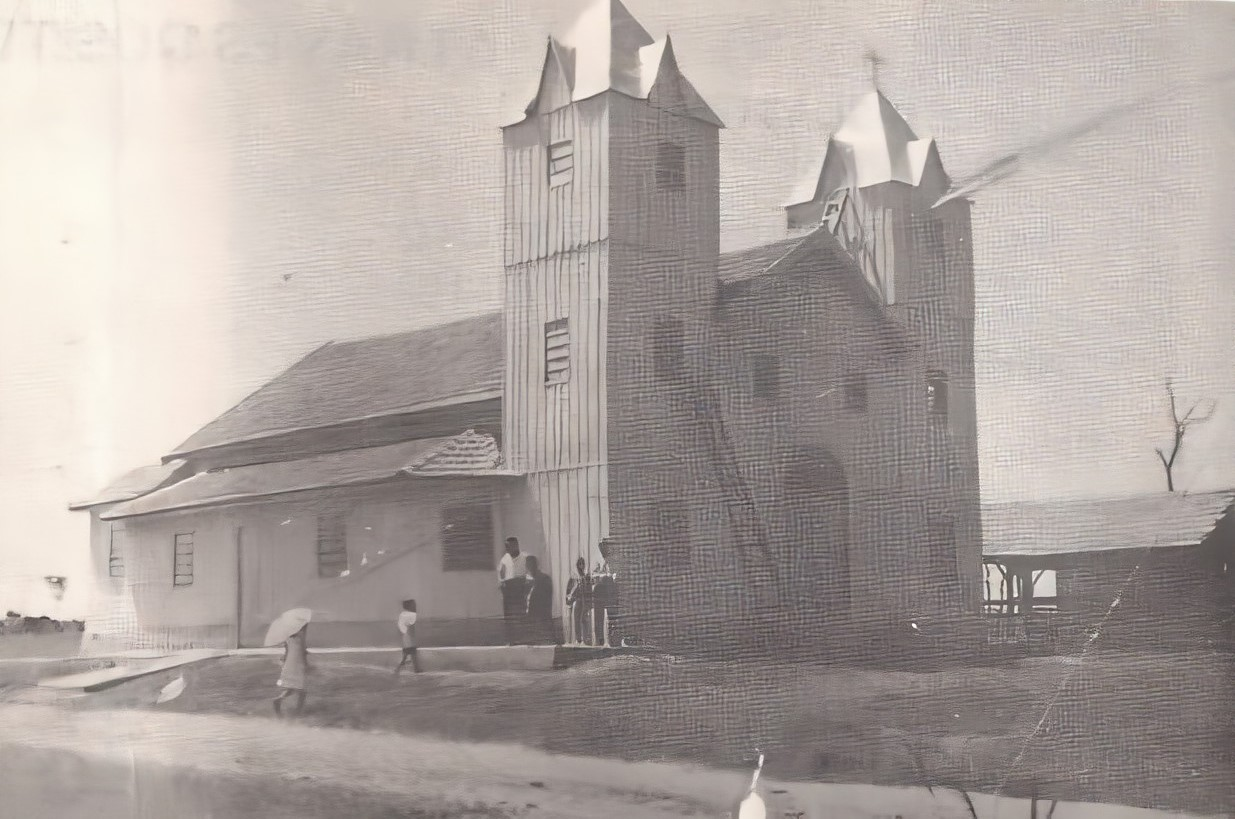
Igreja Matriz de Santo Antônio em 1960

O surgimento da vila que originou Mariluz é controverso, mas pode-se enumerar uma série de fatores que contribuíram para isso. A partir do final da década de 1940 e início da década de 1950, verifica-se os relatos da presença mais constante de atividades econômicas sendo desenvolvidas onde hoje se situa o município. Trata-se, no entanto, de ações isoladas de exploração florestal e a abertura de fazendas e estradas na densa mata, sem qualquer menção a assentamentos populacionais com atos de urbanização.
Entre 1951 e 1952 instaura-se as primeiras fazendas destinadas ao cultivo de café. Nessa mesma época, Francisco Antônio da Silva chega a região e, no ano seguinte, auxiliado por José Alfredo de Almeida, organiza a Colonizadora Mariluz, empresa constituída para que se colocasse em prática a ideia de fundar uma cidade. Após a demarcação do loteamento, a empresa pôs-se a vender os lotes urbanos e rurais a, na grande maioria, marilienses que vieram para a região com o intuito de plantar café. O trabalho de organização espacial da cidade contou com a ajuda do agrimensor Laudelino Rosa de Mello e a administração geral do processo de venda de lotes ficou a cargo de João da Silva Lavandeira.
O solo fértil e os ganhos fáceis obtidos da cultura cafeeira permitiram o crescimento rápido do núcleo urbano inicial. Em 1955, foi instalada a primeira serraria da cidade de propriedade de uns dos fundadores o senhor Abel de Oliveira que no ano seguinte já contava com diversos estabelecimentos comerciais, em especial a Agroindustrial Mariluz de propriedade de José Alfredo de Almeida. No dia 6 de agosto de 1956, realiza-se a primeira missa, celebrada pelo frei Gaspar da paróquia de Cruzeiro do Oeste, no prédio da biblioteca municipal e, nesse mesmo ano, inicia-se a construção da Igreja Matriz de Santo Antônio, que viria a ser concluída em 1958.
Devido ao rápido progresso, pela Lei n.º 29, de 23 de agosto de 1958, cria-se o Distrito Administrativo, com o nome de Mariluz. A denominação da localidade foi dada pela Colonizadora Mariluz, com o objetivo de se homenagear os pioneiros, predominantemente pessoas vindas da cidade de Marília, estado de São Paulo.
Após a elevação da vila à categoria de distrito, Mariluz viu-se em desenvolvimento acelerado. Cria-se o primeiro hospital, farmácia, posto de gasolina, abrem-se novas serrarias e demais estabelecimentos. Todos estes feitos foram gerando as condições necessárias para que seus moradores começassem a lutar pela sua emancipação. Em 29 de novembro de 1963, pela Lei n.º 4.788, foi criado o município de Mariluz, com território desmembrado do município de Goioerê. A instalação ocorreu a 14 de dezembro de 1964, sendo primeiro prefeito Ramiro Rojo Souto.

#### Povoamento
A região de Mariluz integra a vasta região norte do Paraná, cuja história de ocupação em larga escala, deflagrada essencialmente a partir da década de 1940, confunde-se com a da expansão acelerada e extensiva da fronteira agrícola estadual, capitaneada pela atividade cafeeira. Desenvolvida em grande parte como um prolongamento agrícola da economia cafeeira paulista, a expansão alastrou-se rapidamente por sobre áreas de terras da mais alta fertilidade, praticamente desabitadas, que passaram a constituir uma excelente válvula de escape para inversões lucrativas de amplas parcelas do capital acumulado no núcleo mais dinâmico do capitalismo nacional, localizado na Região Sudeste do país e centrado em São Paulo.
Por meio do loteamento das terras para venda em pequenas parcelas, a Colonizadora Mariluz atraiu para a região milhares de trabalhadores que, juntamente com suas famílias, formaram pequenas e médias propriedades voltadas à produção para consumo próprio e para a comercialização. Nesse processo, distintas correntes imigratórias, formadas basicamente por paulistas, mineiros e nordestinos, mas também por imigrantes com origem nas áreas pioneiras de ocupação do Estado, no leste paranaense, penetraram o vasto território, conformando uma onda intensa e acelerada de povoamento que, paulatinamente, desarticulava a incipiente economia primitiva local. Assim, não apenas as áreas rurais experimentaram incrementos substantivos de população, ao longo desse período, mas também o meio urbano se expandiu rapidamente. Nesse contexto de acelerado crescimento populacional, Mariluz alcançou o início da década de 1970 concentrando cerca de 23 mil habitantes.
O município de Mariluz, formado essencialmente por solos do tipo arenito Caiuá, passou a sofrer um rápido processo de erosão e de esgotamento para práticas agrícolas, sob os efeitos do forte movimento expansivo da fronteira agrícola da etapa precedente. A substituição dos cafezais cedeu espaço principalmente à ampliação extensiva das pastagens, agudizando o quadro de desarticulação da estrutura fundiária de pequenos estabelecimentos de parceiros arrendatários, predominante até então, e de expulsão populacional. Desse modo, entre 1970 e 1980 o município evidenciou as mais altas taxas de decréscimo populacional dentre as cidades paranaenses, tanto em termos rurais quanto no que se refere ao conjunto da população. Nas décadas seguintes, esse processo permaneceu dos mais elevados do Estado, sofrendo sucessivas quedas ao longo do período 1970-2010, reduzindo-se pela metade.

### Últimas décadas
Em 1975, um fenômeno climático ocorrido na madrugada de 18 de julho daquele ano, chamado de Geada Negra, que cobriu quase todo o território paranaense, dizimou as plantações cafeeiras, causando sérias consequências na economia do município e de todo o estado.
Os pequenos produtores, se depararam com a falência, sendo obrigados a venderem suas terras para os fazendeiros, proprietários de grandes extensões de terra, que iniciaram a plantação de algodão e de soja e a criação de gado.
Mariluz perdeu o posto de produtor de café, e não havia desenvolvido um crescimento urbano razoável para a sua subsistência.

## Geografia

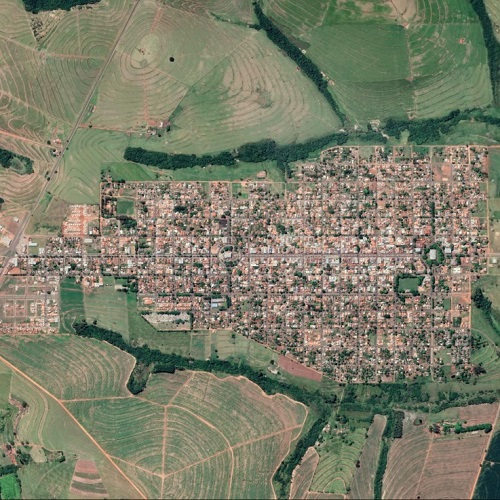
Imagem de satélite de Mariluz.

Localizada sobre a Bacia do Paraná, a 24° 00′ S, 53° 08′ O, com altitude no ponto central da cidade de 447 metros, Mariluz está poucos quilômetros ao sul do Trópico de Capricórnio. Fica situada na região Sul do Brasil, no noroeste do estado do Paraná, a 551 quilômetros de Curitiba. A altitude mínima do município é de aproximadamente 267 metros, que ocorre a sudoeste do distrito de São Luiz, próximo a Formosa do Oeste, e sua altitude máxima de cerca de 465 metros ocorre a oeste, no divisor do rio Goioerê com o córrego Gavião. O ponto costeiro mais próximo fica a 509 quilômetros de Mariluz, localizado no município de Pontal do Paraná.
De acordo com a divisão regional vigente desde 2017, instituída pelo IBGE, o município pertence às Regiões Geográficas Intermediária de Maringá e Imediata de Umuarama.

### Relevo
O ponto mais baixo localiza-se no rio Goioerê, na confluência com o rio Piquiri, com altitude de 267 m. Muitos terrenos se encontram em zonas consideradas estáveis. Estas zonas correspondem às áreas de topo dos interflúvios e setores de alta vertente com fracas declividades que são as mais favoráveis à ocupação pelas condições topográficas, definindo como característica geral de Mariluz uma topografia declinada e ou inclinada das vertentes, no que diz respeito à planialtimetria.
Em torno da cidade são encontrados sedimentos da formação Caiuá, os quais são constituídos majoritariamente de arenitos de textura média, fina a muito fina, com grãos arredondados a bem arredondados e grau de seleção variando de pobre a muito bem selecionado, com pequenos teores de matriz lamítica na forma de níveis ou lentes. O perfil geomorfológico predominante de Mariluz é caracterizado por um relevo suavemente ondulado a quase plano, apresentando colinas amplas de pequena amplitude com perfil retilíneo e convexo contínuo e topos extensos aplainados. As rampas são longas e pouco declivosas, apresentando apenas pequenos trechos próximos aos canais de drenagem com declividades mais acentuadas.

### Hidrografia
| Bacias hidrográficas                                   |
| Arroio Inhambu                                         |
| Córrego João                                           |
| Ribeirão do Salto                                      |
| Córrego Gavião                                         |
| Córrego Luiz                                           |
| Rio Goioerê                                            |
| Ribeirão Água Branca                                   |
| Rio Piquiri                                            |
| Fonte: PMM - Plano Diretor Municipal Base: SRTM / NASA |

Mariluz está na bacia hidrográfica do rio Piquiri e à do rio Goioerê, que tem papéis importantes em sua configuração.
No Município, são poucas as áreas remanescentes da formação vegetal natural (Mata Atlântica) que recobria a região. Das árvores que se encontram hoje, destacam-se a canela, e a peroba, ainda bastante exploradas na indústria madeireira.
O sistema hidrográfico do Paraná, corre pela declividade de seu relevo em direção ao Oeste, assim como ocorre em Mariluz, que tem como as suas principais bacias hidrográficas os rios Piquiri e Goioerê.

### Clima
Mariluz tem um clima subtropical úmido (Cfa de acordo com a classificação climática de Köppen-Geiger), com temperaturas médias abaixo de 18 ºC nos meses de inverno, caindo por vezes para perto de 5 ºC em dias mais frios. O clima local é fortemente influenciado pelas massas de ar seco que dominam o centro-sul do Brasil, trazendo tempo frio e sem chuva, especialmente no inverno, quando a ocorrência de geadas é comum. As precipitações são abundantes durante o ano todo em razão da inexistência de uma estação seca definida. Muitas vezes, frentes frias vindas da Antártida e da Argentina dão origem a tempestades tropicais no verão e a ventos gélidos no inverno.
Segundo o Instituto de Desenvolvimento Rural do Paraná, desde 1972 a menor temperatura registrada em Mariluz foi de −1,4 ºC em 1975 e a maior atingiu 40,4 ºC em 2019, superando o recorde de 2005, quando a máxima foi de 39,8 ºC. O maior acumulado de precipitação registrado em 24 horas foi de 183,8 milímetros (mm) em 1998, seguido pelos 158 mm em 1982.
| Dados climatológicos para Mariluz                                                                                 | Dados climatológicos para Mariluz | Dados climatológicos para Mariluz | Dados climatológicos para Mariluz | Dados climatológicos para Mariluz | Dados climatológicos para Mariluz | Dados climatológicos para Mariluz | Dados climatológicos para Mariluz | Dados climatológicos para Mariluz | Dados climatológicos para Mariluz | Dados climatológicos para Mariluz | Dados climatológicos para Mariluz | Dados climatológicos para Mariluz | Dados climatológicos para Mariluz |
| Mês | Jan                               | Fev                               | Mar                               | Abr                               | Mai                               | Jun                               | Jul                               | Ago                               | Set                               | Out                               | Nov                               | Dez                               | Ano                               |
| --- | --------------------------------- | --------------------------------- | --------------------------------- | --------------------------------- | --------------------------------- | --------------------------------- | --------------------------------- | --------------------------------- | --------------------------------- | --------------------------------- | --------------------------------- | --------------------------------- | --------------------------------- |
| Temperatura máxima recorde (°C)                                                                                   | 38,1                              | 38,4                              | 39,8                              | 36,6                              | 34                                | 31,8                              | 32,6                              | 36,3                              | 39,2                              | 40,4                              | 39,2                              | 38,8                              | 40,4                              |
| Temperatura máxima média (°C)                                                                                     | 30,8                              | 30,7                              | 30,4                              | 28,5                              | 24,9                              | 23,7                              | 24,2                              | 26,1                              | 27                                | 28,7                              | 29,8                              | 30,5                              | 27,9                              |
| Temperatura média compensada (°C)                                                                                 | 25,2                              | 25,1                              | 24,7                              | 22,7                              | 19,4                              | 18,2                              | 18,2                              | 19,9                              | 21,1                              | 23,1                              | 24,1                              | 24,9                              | 22,2                              |
| Temperatura mínima média (°C)                                                                                     | 21,2                              | 21,1                              | 20,5                              | 18,4                              | 15,5                              | 14,2                              | 13,9                              | 15,2                              | 16,5                              | 18,5                              | 19,5                              | 20,6                              | 17,9                              |
| Temperatura mínima recorde (°C)                                                                                   | 12,1                              | 12,5                              | 8,5                               | 5,1                               | 2,5                               | 0,9                               | −1,4                              | 0,5                               | 3,2                               | 8,2                               | 9,5                               | 11,5                              | −1,4                              |
| Precipitação (mm)                                                                                                 | 180,1                             | 164,4                             | 125,5                             | 120,2                             | 152,2                             | 111,8                             | 76                                | 75                                | 130,7                             | 184,4                             | 169,2                             | 180,2                             | 1 670                             |
| Dias com precipitação (≥ 1 mm)                                                                                    | 13                                | 13                                | 10                                | 8                                 | 9                                 | 8                                 | 6                                 | 7                                 | 9                                 | 11                                | 10                                | 13                                | 115                               |
| Umidade relativa compensada (%)                                                                                   | 73                                | 73                                | 70                                | 68                                | 71                                | 70                                | 64                                | 59                                | 61                                | 65                                | 65                                | 72                                | 67,6                              |
| Insolação (h) | 220                               | 200,4                             | 232                               | 227,7                             | 203,5                             | 193,6                             | 218,3                             | 226,1                             | 199,3                             | 218,6                             | 234,9                             | 230,8                             | 2 605                             |
| Fonte: Instituto de Desenvolvimento Rural do Paraná (normal climatológica e recordes de temperatura de 1972-2019) |                                   |                                   |                                   |                                   |                                   |                                   |                                   |                                   |                                   |                                   |                                   |                                   |                                   |

## Demografia
De acordo com o censo (2010), a população residente em Mariluz era de 10 224 habitantes, distribuídos por 433,170 km², o que corresponde a uma densidade populacional de 23,6 hab./km². O município registrou nos séculos XX e XXI uma evolução, nem sempre linear, da sua população residente. Períodos de crescimento, intercalados com períodos de regressão populacional, foram o resultado de fatores diversos e lógicas demográficas que passaram pela colonização, mecanização do campo e migração dos trabalhadores rurais para centros urbanos. De fato, até 2010, Mariluz deu sinais de regressão populacional com a redução do número de habitantes e da taxa de natalidade. No entanto, na década de 2010, observou-se uma inversão dessa tendência, registrando o município um crescimento populacional na ordem de 1,2%. Essa tendência de crescimento veio a ser interrompida no início da década de 2020, quando Mariluz registrou uma nova regressão populacional de -0,17% (2019-2021).
A década de 1970 marca o início da quebra demográfica até à década de 2010, resultante da conjugação entre o reforço do peso da migração (interna ou externa, temporária ou definitiva) e a redução da taxa de natalidade.

### Estrutura Etária da População
No que se refere à distribuição da população por grupos etários, a consolidação de um processo de duplo envelhecimento demográfico, traduzido no decréscimo do peso dos jovens e no crescimento do peso dos idosos no conjunto da população residente, é, a este nível, o traço fundamental da evolução registrada entre 1991 e 2010, refletindo-se, respetivamente, pelo estreitamento da base e pelo alargamento do topo da pirâmide.
Se em 1970 existiam aproximadamente 103,1 jovens por cada 100 adultos (população ativa) e apenas 2,8 idosos por 100 adultos, valores reveladores de uma estrutura piramidal crescente, em que a renovação geracional estava completamente assegurada, em 2010 o município registrou uma diminuição do número de jovens para apenas 38,5 por 100 ativos e um aumento da população idosa para 14,7 idosos por 100 ativos. Em 2040, segundo dados provisórios do IPARDES, estima-se um aumento do índice de dependência dos idosos (34,9) assim como uma diminuição do índice de dependência de jovens, cifrando-se o mesmo nesta data em 27,3.

### Estatísticas vitais

#### Número de nascimentos por ano
As mulheres residentes em Mariluz deram à luz 148 crianças em 2019, menos 0,7% (1 bebê) em relação ao ano anterior, de acordo com os dados do Ministério da Saúde (MS). Esta redução contribuiu para um ligeiro decréscimo da taxa bruta de natalidade, que passou para 14,3 nascidos vivos por mil habitantes (14,4 em 2018). No total de 2019, nasceram 82 meninos e 66 meninas, ou seja, por cada cem crianças do sexo feminino nasceram cerca de 124 do sexo masculino. A proporção de bebês nascidos fora do casamento (filhos de pais não casados entre si) diminuiu para 68,9%, contra 69,8% em 2018 e 70,5% em 2010.

#### Número de óbitos por ano
O total de óbitos de pessoas residentes em território municipal foi 106 (60,4% óbitos de homens e 39,6% óbitos de mulheres), representando uma subida de 19,8% (21 óbitos) comparativamente a 2018, segundo o MS. A taxa bruta de mortalidade foi 10,3 óbitos por mil habitantes, valor consideravelmente superior ao de 2018 (8,2). Em 2019, morreram 64 homens e 42 mulheres, sendo que 59,4% dos óbitos ocorreram a partir dos 65 anos de idade. Nas mulheres, mais de metade (73,8%) dos óbitos ocorreram aos 65 ou mais anos (72,7% em 2018), enquanto a metade dos óbitos dos homens ainda se registrou em idades inferiores aos 65 anos (50% em 2019). Mariluz registrou, assim, pelo vigésimo quarto ano consecutivo, um saldo natural positivo (42). Em crianças com menos de um ano, verificaram-se 5 óbitos (mais 3 do que os registrados em 2018), o que representa uma subida da taxa de mortalidade infantil de 13,4 para 33,8 óbitos por mil nascidos vivos.

### Região metropolitana
A Região Metropolitana de Umuarama (RMU) é uma região metropolitana brasileira, cuja sede se localiza na cidade de Umuarama. É a 12.ª maior área urbana do país por quantidade de cidades englobadas, compreendendo 24 municípios: Umuarama, Alto Paraíso, Cruzeiro do Oeste, Ivaté, Perobal, Maria Helena, Xambrê, Altônia, Alto Piquiri, Brasilândia do Sul, Esperança Nova, Cafezal do Sul, Cidade Gaúcha, Douradina, Francisco Alves, Icaraíma, Iporã, Mariluz, Nova Olímpia, Pérola, São Jorge do Patrocínio, Tapejara, Tapira e Tuneiras do Oeste. Em 2020, a população residente na RMU foi estimada em 314 678 pessoas, distribuídas por uma área aproximada de 12 099,936 km², resultando numa densidade populacional de 26,01 habitantes/km².

### Composição étnica
Em 2010, segundo dados do censo do Instituto Brasileiro de Geografia e Estatística daquele ano, a população mariluzense era composta por 5 034 brancos (49,24%); 4 658 pardos (45,56%); 428 pretos (4,19%); e 104 amarelos (1,02%). Não constavam indígenas e pessoas sem declaração. No mesmo ano, 10 204 habitantes eram brasileiros (99,80%), sendo 10 199 natos (99,76%) e 5 naturalizados nacionais (0,05%), e 20 eram estrangeiros (0,20%).
Considerando-se a região de nascimento, 7 853 eram nascidos no Sul (76,81%), 1 554 no Sudeste (15,20%), 672 no Nordeste (6,57%), 73 no Centro-Oeste (0,71%) e 21 no Norte (0,20%). 7 708 habitantes eram naturais do estado do Paraná (75,39%) e, desse total, 4 999 eram nascidos em Mariluz (48,90%). Entre os naturais de outras unidades da federação, São Paulo era o estado com maior presença, com 1 179 pessoas (11,53%), seguido por Minas Gerais, com 341 residentes (3,34%), e pela Bahia, com 171 moradores no município (1,68%).

### Religião
Tal qual a variedade cultural verificável em Mariluz, são diversas as manifestações religiosas presentes na cidade. Embora tenha se desenvolvido sobre uma matriz social eminentemente católica, tanto devido à colonização quanto à imigração — e ainda hoje a maioria dos mariluzenses se declara adepto do catolicismo romano —, é possível encontrar atualmente na cidade dezenas de denominações protestantes diferentes. Além disso, podemos citar a prática do espiritismo, entre outras. Também é considerável a comunidade de mórmons. De acordo com dados do censo de 2010 realizado pelo IBGE, a população mariluzense está composta por: católicos (74,30%), protestantes (17,33%), pessoas sem religião (5,06%) e espíritas (0,50%) e 2,70% estão divididas entre outras religiões.

#### Igreja Católica Apostólica Romana
Segundo divisão feita pela Igreja Católica, o município está situado na Província Eclesiástica de Maringá, com sede em Maringá. Também faz parte da Arquidiocese de Maringá, criada como diocese em 1 de fevereiro de 1956 e elevada à arquidiocese em 16 de outubro de 1979, e da Diocese de Campo Mourão, que é composta por 38 paróquias e outros 26 municípios. A Região Pastoral de Goioerê compreende todo o território mariluzense, além dos municípios de Moreira Sales, Rancho Alegre, Quarto Centenário, Farol, Janiópolis e do distrito de Paraná do Oeste.
A introdução do catolicismo na cidade teve grande influência dos imigrantes portugueses que ocuparam a região a partir de 1950. A primeira Igreja de Mariluz foi construída em meados de 1956, quando foi rezada uma missa em homenagem a Santo Antônio, que se tornou padroeiro da cidade. Atualmente possui uma das maiores igrejas católicas construídas no estilo colonial da região, a Paróquia Matriz de Santo Antônio de Pádua, que também é uma das maiores igrejas da diocese de Campo Mourão.

#### Outras denominações cristãs
cidade possui vários credos protestantes ou reformados, como a Igreja Presbiteriana e as batistas. Além dos mais diversos credos evangélicos, como as Assembleias de Deus, a Adventista do Sétimo Dia, a Pentecostal Deus é Amor, a Universal do Reino de Deus, a Congregação Cristã no Brasil, entre outras. Conforme citado acima, de acordo com o IBGE, 17,33% da população eram protestantes em 2010. Desse total, 13,89% eram das de origem pentecostal; 1,83% eram das de missão; e 1,06% pertenciam a outras religiões do mesmo grupo.
Existem também cristãos de várias outras denominações, tais como as Testemunhas de Jeová (que representam 0,64% dos habitantes) e os membros de A Igreja de Jesus Cristo dos Santos dos Últimos Dias (0,07%), também conhecida como Igreja Mórmon. Santos dos Últimos Dias e Testemunhas de Jeová são grupos minoritários, mas em ascensão. Nas últimas décadas, cominou-se um avanço suplementar dessas igrejas, essencialmente nas regiões periféricas e no centro.

## Ciência e educação
Os estabelecimentos de ensino sediados em Mariluz podem ser classificados em duas categorias administrativas: públicos (majoritários) e privados. A educação pública, a exemplo do Brasil, é financiada pelo Fundo de Manutenção e Desenvolvimento da Educação Básica (Fundeb) que, por sua vez, responde por 63% das despesas nacionais com a educação básica. O ensino básico é formado por três etapas: educação infantil, ensino fundamental e médio. O ensino infantil é a primeira etapa da educação básica, voltada para crianças de zero a cinco anos de idade. Entretanto, ela só é obrigatória para crianças de quatro e cinco anos, o que torna os grupos 1, 2 e 3 facultativos. A depender da idade das crianças, elas devem ser matriculadas em creches (caso tenham idade até três anos) ou pré-escolas (entre quatro e cinco anos). Segundo dados do censo demográfico do Brasil de 2010, realizado pelo IBGE, a frequência de crianças de zero a três anos a estabelecimentos de ensino a nível municipal era próxima da média do Estado e levemente inferior ao índice registrado no País. Contudo, a discrepância maior se dá em relação ao percentual de crianças entre quatro e cinco anos que não frequentam nenhum estabelecimento de ensino: 19,9% no Brasil, 26,87% no Paraná e 62,7% em Mariluz.
O ensino fundamental é completamente obrigatório, e está destinado a formação de estudantes entre seis e catorze anos. O ensino médio, também obrigatório, é a etapa final da educação básica e possui uma duração mínima de três anos. O ensino superior, por sua vez, abrange os cursos sequenciais, de graduação, de pós-graduação e de extensão. Na faixa dos seis aos catorze anos, a porcentagem de frequência em estabelecimentos de ensino no município é ligeiramente superior à média do Estado e do País, e significativamente inferior na faixa dos quatro ou cinco anos. Cerca de 17% da população na faixa dos quinze anos ou mais possui o ensino médio completo e o ensino superior incompleto, e 3,72% concluíram o ensino superior. Observa-se que nessa faixa etária 20,65% das pessoas possuem, no mínimo, o ensino médio completo, e que 82,54% são alfabetizadas.
O Índice de Desenvolvimento da Educação Básica (IDEB) registrado no 5º ano do ensino fundamental regrediu de 5,7, em 2017, para 5,4, em 2019. No entanto, ficou acima da meta fixada para a etapa, 5,2. No 9º ano avançou de 3,8 para 4,8, atingindo a meta. No 3º ano do ensino médio, passou de 3,0 para 3,7, ficando também acima da meta, que era 3,2.
Na cidade existem duas instituições privadas que oferecem o ensino superior, o Centro Universitário Ingá (UNINGÁ) e o Centro Universitário Cidade Verde (UniFCV).

## Governo e política
A administração pública de Mariluz se dá pelos Poderes Executivo e Legislativo. O Poder Executivo do município é representado pelo prefeito, figura eleita por meio do voto direto para um mandato de quatro anos, com funções políticas, executivas e administrativas, auxiliado por seu gabinete de secretários, seguindo o modelo proposto pela Constituição Federal. O primeiro prefeito eleito para chefiar o poder executivo local foi Ramiro Rojo Solto, que governou de 14 dezembro de 1964 à 30 de janeiro de 1969. O atual prefeito é Paulo Armando da Silva Alves, do Partido Social Liberal (PSL), eleito no primeiro turno das eleições municipais de 2020, tendo como vice Cristina Alves, também do PSL. A prefeitura é composta por cinco secretarias: Secretaria de Assistência Social (SMAS); de Educação (SME); de Obras e Viação (SMOV); de Planejamento (SEMPLA) e da Saúde (SMS).
O poder legislativo é constituído pela câmara municipal, composta por nove vereadores eleitos para mandatos de quatro anos (em observância ao disposto no artigo 29 da Constituição), e está distribuído da seguinte forma: uma cadeira do Republicanos; duas do Partido Trabalhista Brasileiro (PTB); duas do Partido Social Cristão (PSC); duas do Partido Progressista (PP); e duas do PSL. Cabe à casa elaborar e votar leis fundamentais à administração e ao executivo, especialmente o orçamento participativo (Lei de Diretrizes Orçamentárias).
O município é regido por lei orgânica, promulgada em 16 de dezembro de 2003, e que entrou em vigor em 1º de janeiro de 2004. Integra a 86ª zona eleitoral, com um total de 8 240 eleitores (março de 2021), segundo o Tribunal Superior Eleitoral (TSE), representando 0,106% do eleitorado paranaense.

### Divisão administrativa
O município de Mariluz é constituído pelo distrito-sede e pelo distrito de São Luiz

## Economia

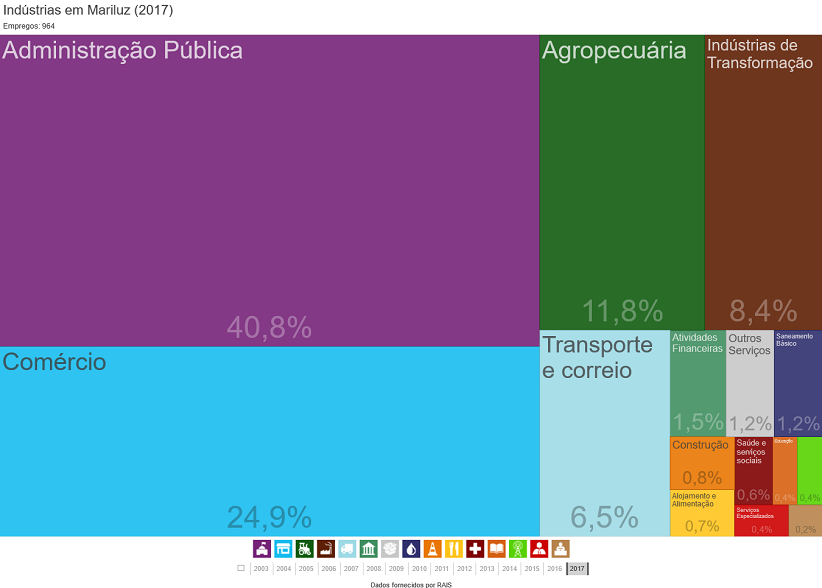
Atividades Econômicas (Indústrias) em Mariluz - (2017).

Segundo o Instituto Brasileiro de Geografia e Estatistica (IBGE), em 2018, o Produto Interno Bruto (PIB) de Mariluz alcançou o valor de 230 261,54 mil reais, o que consolidou o município como o 11.º mais rico da Região Metropolitana de Umuarama e o 2480.º do país. No mesmo ano, o valor de impostos sobre produtos líquidos de subsídios a preços correntes era de 12 605,04 mil e o PIB per capita do município, de 22 238,90 reais. Em 2010, o Índice de Desenvolvimento Humano Municipal (IDHM), elaborado pelo Programa das Nações Unidas para o Desenvolvimento (PNUD), no componente renda era de 0,653.
De acordo com o Instituto Paranaense de Desenvolvimento Econômico e Social (IPARDES), a principal fonte econômica do município está centrada no setor terciário, com seus diversos segmentos de comércio e prestação de serviços de várias áreas, como na educação e saúde. Em seguida, destaca-se o setor primário, com atividades voltadas essencialmente para a agropecuária, silvicultura e mineração. A participação das atividades econômicas no PIB municipal em 2018, conforme o IBGE, foi de 37,4% da agropecuária, 5,5% da indústria e de 51,6% do setor de serviços, além de 5,5% provenientes da arrecadação de impostos.

### Setor primário
O setor agropecuário é o segundo mais relevante para a economia de Mariluz. Segundo dados fornecidos pelo IBGE, a agropecuária adicionou 86 239,77 mil reais ao PIB do município em 2018. O instituto ainda aponta que, em 2019, Mariluz contava com cerca de 16 659 bovinos, 380 caprinos, 300 equinos, 542 ovinos e 2 000 suínos. Naquele ano, foram produzidos 5 877 mil litros de leite de 1 747 vacas ordenhadas e 1 300 quilogramas de mel de abelha. Na lavoura temporária, foram produzidos principalmente a cana-de-açúcar (413 236 toneladas), o milho (87 381 toneladas) e a soja (46 250 toneladas). Como referência cultural, as hastes de feijão-soja e os galhos de algodão floridos que aparecem no brasão de Mariluz, lembram os principais produtos vindos da terra fértil, pilares da economia municipal na época da criação do escudo.
O Censo Agropecuário 2017 identificou 458 estabelecimentos agropecuários no município, em uma área total de 34,489 hectares. Em relação ao Censo Agropecuário 2006, o número de estabelecimentos caiu 7,3% (36 estabelecimentos) e a área total caiu 1,2% (0,404 hectares). Entre 2006 e 2017, a proporção de terras arrendadas subiu de 9,6% para 24,7% da área total dos estabelecimentos. Conforme o Censo Agro 2017, 88,2% dos estabelecimentos agropecuários levantados (404 estabelecimentos) atenderam aos critérios da Lei e foram classificados como sendo de agricultura familiar.

### Setor secundário
O setor secundário é o menor e menos relevante da economia de Mariluz. Em 2018, a participação das indústrias representava 5,5% (12 595,79 mil reais) do valor total adicionado ao PIB do município. Segundo dados da Relação Anual de Informações Sociais (RAIS) 2019, em Mariluz, o setor que mais empregava na indústria de transformação mariluzense era o de produtos alimentícios, de bebida e álcool etílico (47,4%), seguido pelo têxtil, do vestuário e artefatos de tecidos (42,1%), e metalugia (5,3%). A construção civil e os serviços industriais de utilidade pública representavam cerca de 11,6% do total de empregos gerados pelo setor secundário no município. As primeiras indústrias foram implantadas por colonizadores paulistas na segunda metade da década de 50 do século XX.

### Setor terciário
Segundo o IBGE, a cidade possuía, no ano de 2018, 201 unidades locais e 195 empresas e estabelecimentos comerciais atuantes. 1 090 trabalhadores eram classificados como pessoal ocupado total e 820 categorizavam-se como pessoal ocupado assalariado. Salários e outras remunerações somavam 22 607 mil reais e a remuneração média mensal de todo o município era de 2,1 salários mínimos.

## Estrutura urbana

### Segurança pública e criminalidade
Mariluz foi considerada uma das 500 cidades mais perigosas do Brasil, segundo ranking elaborado pela revista Exame a partir de dados do Sistema de Informação sobre Mortalidade (SIM), desenvolvido pelo Ministério da Saúde, reunídos no Mapa da Violência 2014. De acordo com o Atlas da Violência 2021, elaborado pelo Instituto de Pesquisa Econômica Aplicada (Ipea), em parceria com o Fórum Brasileiro de Segurança Pública e com o Instituto Jones dos Santos Neves, em 2019, o Município apresentou 67,67 homicídios para cada grupo de cem mil habitantes, índice 250,3% maior do que o registrado em 2018. Segundo Luz, Souza e Cunha (2019), as regiões de fronteira caracterizam-se por serem altamente violentas, pois, quando comparadas às demais regiões, constata-se que os municípios de até 50 000 habitantes localizados no interior destas zonas possuem taxas de homicídios superiores aos dos que estão fora. É o caso de Mariluz, que possui uma população estimada (2021) em 10 327 pessoas e pertencente à área de atuação da 2ª Companhia do Batalhão de Polícia de Fronteira (BPFron), sediada em Guaíra, no oeste do Estado.
O livro “Portas e janelas fechadas: a violência e a insegurança em pequena cidades”, de Pedro Henrique Carnevalli Fernandes, traz um levantamento do número de homicídios nos 186 municípios no norte do Paraná, por meio dos dados do Datasus (2015), para os anos de 1996 a 2013. Segundo Fernandes (2022), Mariluz vive em estado de emergência (epidemia de violência), com uma taxa superior a 500 homicídios (567,29) por grupo de cem mil habitantes, 4ª maior entre os 186 municípios analisados.
Em relação à taxa de óbitos por acidentes de trânsito, o índice foi de 18,5 para cada 100 mil habitantes, posicionando o município na 136.ª colocação no Estado e na 1225.ª no país. O município conta com efetivo das Polícias Militar (7º BPM) e Civil (7ª SDP).

### Transportes
O principal acesso rodoviário de Mariluz é a PR-468, que liga o município à PR-323, no perímetro urbano de Umuarama, e à PR-180.. Segundo o Departamento Nacional de Trânsito, um total de 5.659 veículos circulavam na cidade em dezembro de 2019, sendo destes, 2.905 automóveis, 1.272 motocicletas e 83 ônibus, representando uma média de 1,83 pessoas/veículo. O Terminal Rodoviário Pedro Luiz dos Santos, nome oficial do Terminal Rodoviário de Mariluz, localiza-se próximo do centro da cidade e recebe linhas que interligam o município a quase todas as localidades no estado, atendendo também as regiões Sul, Sudeste e Centro Oeste do Brasil.

### Saúde
Mariluz conta com duas Unidades de Atenção Primária em Saúde (UAPS) e uma Unidade Básica de Saúde, que atendem as demandas municipais de menor urgência. Em casos mais graves os pacientes são encaminhados aos hospitais de Umuarama e Cruzeiro do Oeste que atendem a demanda de toda região.
Em 2014, o Índice Firjan de Desenvolvimento Municipal (IFDM)  - estudo do Sistema FIRJAN que acompanha  anualmente o desenvolvimento socioeconômico de todos os mais de 5 mil municípios brasileiros em três áreas de atuação: Emprego e renda, Educação e Saúde, constatou que na área da Saúde (ano-base 2011), Mariluz se encontra em Alto desenvolvimento, com média superior a 0,8 pontos.